# Demonstracja

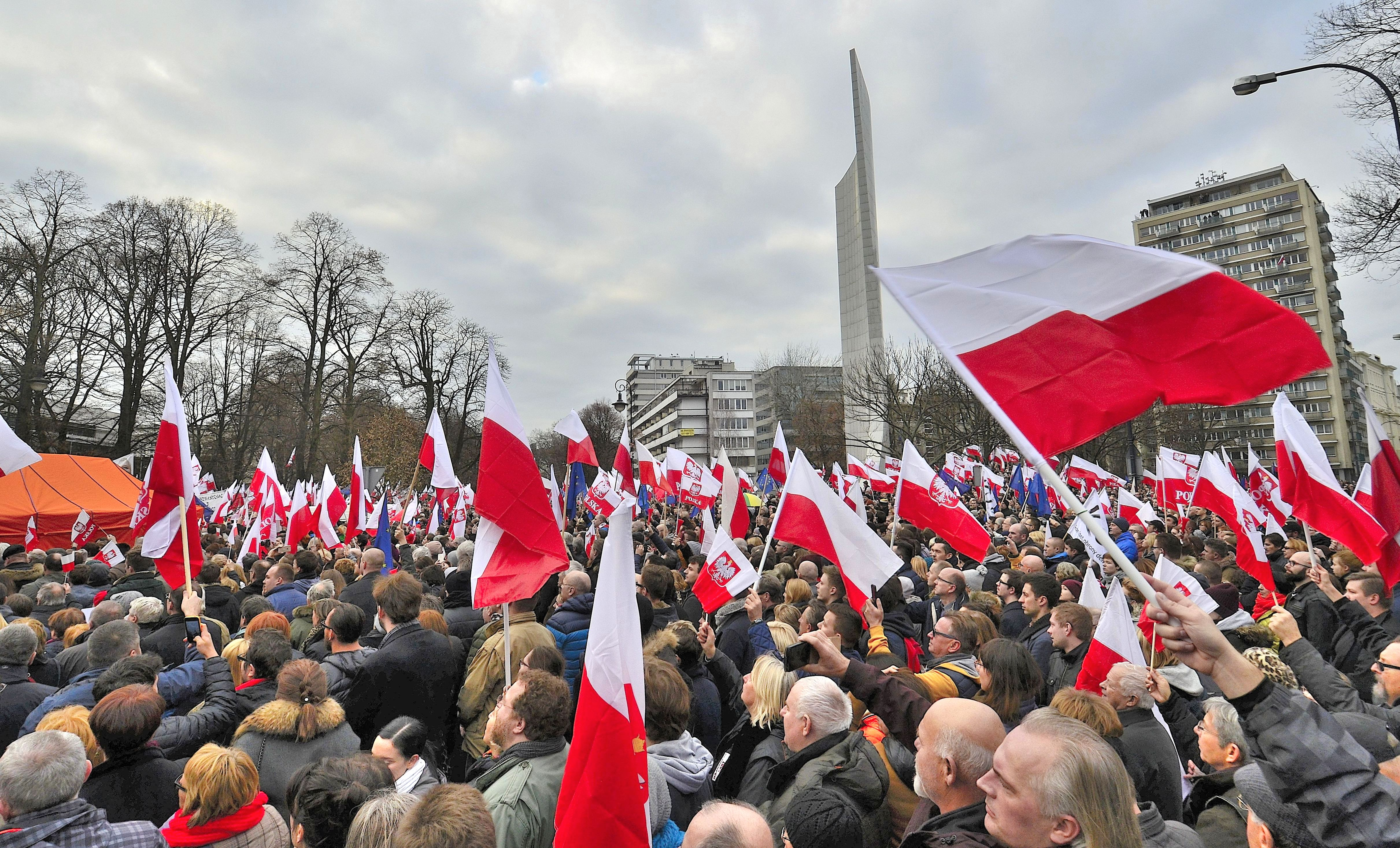
Demonstracja Komitetu Obrony Demokracji (2015)

Demonstracja (łac. demonstratio – wskazanie, inaczej manifestacja) – wystąpienie zbiorowe, zgromadzenie, mające na celu wyrażenie protestującej przeciw czemuś lub popierającej coś części opinii publicznej. Jest to publiczne okazywanie uczuć, postawy wobec czegoś lub kogoś przez jednostkę lub grupę. W państwie demokratycznym stanowi sposób korzystania z wolności zgromadzeń. Jest jednym z przejawów protestu politycznego.
Członkowie społeczeństwa demonstrując pokazują swoje poglądy i opinie na ważne sprawy polityczne i społeczne. Można demonstrować w grupie lub samemu.
Formą demonstracji jest pikieta, gdzie grupa osób obnosi plakaty w sprawie społecznej lub politycznej (pikietująca), z reguły przed ważnym budynkiem, siedzibą władz.
Demonstrację będącą wyrazem sprzeciwu dla innej nazywa się kontrdemonstracją.